# Odiel Van Hevel
Odiel Van Hevel, né le 11 octobre 1902 à Eernegem, section de la commune de Ichtegem, et mort le 22 juillet 1994 à Bruges, est un coureur cycliste belge, en activité de 1927 à 1935,.

## Palmarès
- 1927
  - Anvers-Menin
  - 3e de Bruxelles-Luxembourg-Mondorf
- 1929
  - 2e étape du Tour de Belgique
  - Tour de Flandre Occidentale
  - 1re étape du Circuit des régions flamandes des indépendants
- 1930
  - 1re étape du Tour de Belgique
- 1931
  - Coupe Sels
  - 2e du Grand Prix de l'Escaut
  - 3e du Prix national de clôture
- 1932
  - Grand Prix de la ville de Vilvorde
  - 3e du Grote Prijs Dr. Eugeen Roggeman

## Résultats sur le Tour de France
2 participations :
- 1928 : coureur remplaçant.
- 1929 : non partant à la 1re étape.